# Dolichognatha quinquemucronata
Dolichognatha quinquemucronata is een spinnensoort in de taxonomische indeling van de strekspinnen. De wetenschappelijke naam van de soort werd voor het eerst geldig gepubliceerd in 1895 door Eugène Simon.